# استفاناکونی
استفاناکونی (به ایتالیایی: Stefanaconi) یک کومونه در ایتالیا است که در استان ویبو والنتیا واقع شده‌است.

## خصوصیات
استفاناکونی ۲۳٫۲ کیلومترمربع مساحت و ۲٬۴۷۷ نفر جمعیت دارد و ۳۴۷ متر بالاتر از سطح دریا واقع شده‌است.